# Daubenya stylosa
Daubenya stylosa là một loài thực vật có hoa trong họ Măng tây. Loài này được (W.H.Baker) A.M.van der Merwe & J.C.Manning mô tả khoa học đầu tiên năm 2000.